# Vernusse
Vernusse – miejscowość i gmina we Francji, w regionie Owernia-Rodan-Alpy, w departamencie Allier.

## Demografia
Według danych na rok 1990 gminę zamieszkiwało 145 osób, a gęstość zaludnienia wynosiła 7 osób/km². W styczniu 2015 r. Vernusse zamieszkiwały 174 osoby, przy gęstości zaludnienia wynoszącej 8,4 osób/km².